# NGC 1254
NGC 1254 est une lointaine galaxie lenticulaire située dans la constellation de la Baleine. Elle a été découverte par l'astronome allemand Albert Marth en 1864.

## Caractéristiques
Sa vitesse par rapport au fond diffus cosmologique est de 11 258 ± 38 km/s ce qui correspond à une distance de Hubble de 166 ± 12 Mpc (∼541 millions d'al).